# Teatro Politeama (Palermo)
O Teatro Politeama Garibaldi é uma sala de espetáculos localizada na cidade de Palermo, Sicília, Itália. Encontra-se na praça Ruggero Settimo no centro da capital sicialiana. O teatro foi projetado por Giuseppe Damiani Almeyda.